# Raúl López del Castillo
Raúl López del Castillo (ur. 1893, zm. 1963) – kubański polityk związany z Kubańską Partią Rewolucyjną (Autentyczną), w latach 1947–1948 premier Kuby.

## Życiorys
Urodził się w 1893 roku.
Swoją karierę polityczną związał z Kubańską Partią Rewolucyjną (Autentyczną).
Sprawował urząd premiera Kuby od 1 maja 1947, kiedy to zastąpił na stanowisku Carlosa Prío Socarrása, przez siedemnaście miesięcy do 10 października 1948. Jego następcą został Manuel Antonio de Varona. Zarówno jego poprzednik jak i następca wywodzili się z tej samej partii politycznej.
Zmarł w 1963 roku.